# Кваљијара (Мантова)
Кваљијара је насеље у Италији у округу Мантова, региону Ломбардија.
Према процени из 2011. у насељу је живело 85 становника. Насеље се налази на надморској висини од 69 м.